# Humberto Ortiz (actor)
Humberto Ortíz (Buenos Aires, 30 de enero de 1933 - Buenos Aires, 11 de octubre de 1982) fue un actor y guionista argentino.

## Síntesis biográfica
Agregaba a su nombre el apelativo «hijo», ya que su padre también se llamaba Humberto Ortíz.
Desde 1960 trabajó con el cómico rosarino Alberto Olmedo (1933-1988) en el programa El Capitán Piluso, donde hacía de marinerito compañero de aventuras, con el nombre de Coquito.
Primero trabajaron en el programa de dibujos animados Huckleberry Hound, en el cual ambos presentaban esa serie animada.
Manuel M. Alba, gerente general de la Compañía Argentina de Televisión que administraba el flamante Canal 9, tuvo la idea de un microprograma infantil de cinco minutos. Pensó en Olmedo porque recordaba las travesuras de Joe Bazooka, el primer personaje que había interpretado el rosarino.

Contesté que sí, por supuesto, y entonces me dijo que me buscara quién me hiciera el libro. Yo había conocido a Coquito en uno de mis programas anteriores y nos habíamos hecho bastante amigos; sabía que él escribía y le pedí que me hiciera los libretos. Aceptó, y luego aceptó también incorporarse al programa como un marinerito. Así fue como empezamos a trabajar juntos.
Alberto Olmedo

Desde 1961, Ortíz hizo los textos del programa como guionista (se puso un seudónimo para ocultar su identidad: el enigmático «Bertos Pacheco y Obes»).
Salían por Canal 9 de lunes a viernes de 17:30 a 18:00.
En esa época, las propuestas infantiles eran casi en su totalidad espacios dedicados a la proyección de dibujos animados o cortos infantiles.
Inmediatamente el éxito fue inmenso, y el programa se extendió hasta una hora.

Coco ya no podía escribir un libreto porque era para volverse loco, así que empezamos a hacer el programa sobre la base de ciertas pautas. Llegamos a conocer tanto a los chicos que trazábamos unos esquemas diarios y nos salía una hora de programa.
Alberto Olmedo

El sábado 12 de noviembre de 1961 Coquito y Piluso realizaron un combate en broma contra Martín Karadagián, en el importante escenario Luna Park.
Ya eran tan famosos, que fuera del estadio quedaron casi 3000 niños (sin contar a sus padres) sin poder entrar.
El programa se emitió en vivo por televisión, bajo la dirección de Edgardo Borda.
Con esta transmisión, Canal 9 inauguró su camión de exteriores.
En 1963, Ortiz escribió el guion de la película Las aventuras del Capitán Piluso (En el castillo del terror), de Francis Lauric, donde participó también como Coquito. Participaron también los entonces famosos luchadores Martín Karadagián y el Indio Comanche, estrellas del programa de televisión Titanes en el Ring.
Se estrenó el 19 de diciembre de 1963.
En 1965, Ortiz participó en la película ¡Santiago querido! con Leo Dan y Marta González.
Participó como actor en varias comedias musicales, junto con la cantante de tangos Olga Lamas y el actor Ubaldo Martínez (El Loco). Ortiz representó a un vagabundo.
Con Olmedo grabaron varios discos con canciones, tuvieron mucho merchandising (camisetas, muñecos).
En los años setenta, Piluso y Coquito tuvieron su propia revista de historietas.
Desde 1973, Olmedo estaba haciendo el programa cómico El Chupete por Canal 13, con libros de Juan Carlos Mesa y Jorge Basurto.
Desde 1976, los libretistas fueron Humberto Ortiz y Oscar Viale. Con el inicio de la dictadura cívico-militar argentina (1976-1983), la censura de la época impedía darle mucho vuelo al humor. En mayo de 1976, en el primer episodio del ciclo 1976 de El chupete al principio del programa se hizo una broma: un locutor anunció la muerte de Alberto Olmedo. Recién al final del programa apareció Olmedo, comentando que había llegado tarde. Inmediatamente fue sancionado por la broma, y los libretistas y el locutor fueron echados.

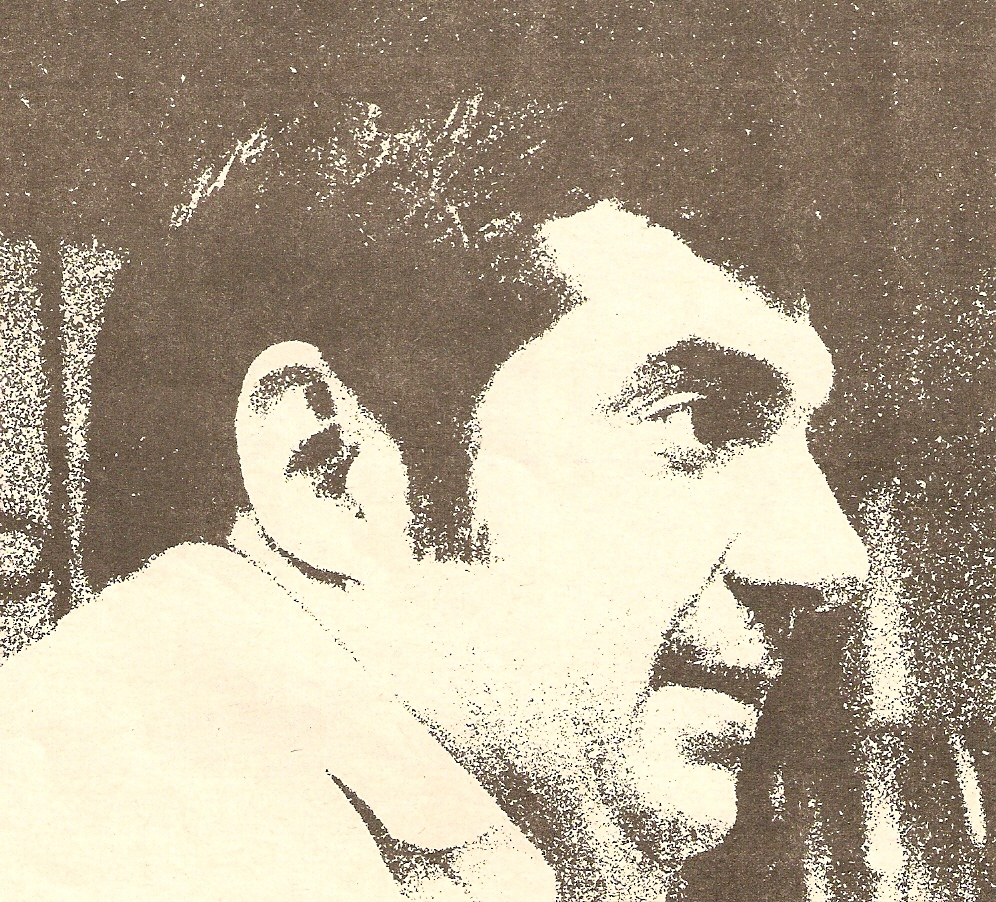
Humberto Ortiz en otra foto de la revista Satiricón (n.º 17), de abril de 1974.

Durante su suspensión, volvió a trabajar con Ortiz como Piluso y Coquito en un festival infantil organizado por Canal 13 en exteriores.
Más tarde también lo despojaron de su rango de capitán y se quedó solo con «Piluso», le quitaron la gomera «porque incita a la violencia de los niños» y Coquito perdió su traje de marinero porque —según el censor de turno— «no respeta a la Armada Argentina».
Ese mismo 1976, Ortiz comenzó su propio programa infantil de televisión en el Canal 2 En casa de Coquito.
Una vez por semana recibía la visita del Capitán Piluso.
Olmedo ya era muy famoso con otros personajes para adultos, pero jamás cobró caché por esa participación, debido a la amistad entre ambos.
Tras la muerte de Ortiz (en 1982), Olmedo nunca más volvió a mostrar ese personaje.
En uno de los incendios que sufrió Canal 13 a fines de los años setenta consumió miles de carretes de telecine, entre ellos todo el material existente de Piluso y Coquito —excepto unos pocos programas incompletos—, Pipo Pescador (1946–) y otros programas infantiles muy exitosos.
En 1980, Olmedo y Ortiz recuperaron a Piluso y Coquito en un programa por Canal 13 llamado Las aventuras del Capitán Piluso. Allí Olmedo creó a Pílusman, un alter ego superhéroe que luchaba contra las maldades de Los Tres Facinerosos.
En 1981, por Canal 11, Piluso y Coquito se despidieron para siempre del público infantil con un ciclo de corta duración: El canal de Piluso. Al mismo tiempo trabajaban en el programa de humor adulto.

### Fallecimiento
En 1982, ya diagnosticado un cáncer de garganta, Ortiz no podía trabajar (casi se había quedado sin voz). Entonces su amigo Olmedo siguió registrándolo en los créditos del programa, habilitándolo a cobrar mensualmente un sueldo.
Falleció en la ciudad de Buenos Aires, el 11 de octubre de 1982, a los 49 años, de cáncer de laringe.
Olmedo decidió no volver a personificar nunca más al personaje de Piluso.

## Legado

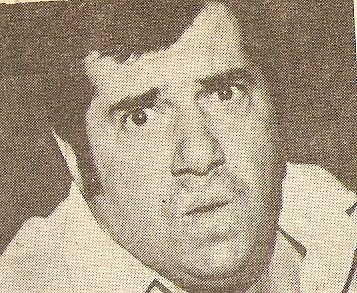
Humberto Ortiz en otra foto de la revista Satiricón (n.º 17), de abril de 1974.

Humberto Ortíz tuvo al menos un hijo, Christian.
El cantautor y guitarrista de rock Luis Alberto Spinetta (1950-2012) le dedicó la canción Piluso y Coquito, publicada en 1998.
En 2009 comenzó la producción de la película Las aventuras del capitán Piluso y Coquito, que será el primer filme 3D argentino.
Será llevada a cabo en San Luis por el guionista Christian Ortiz (hijo de Coquito) y Mariano y Marcelo Olmedo (hijos de Piluso).